# BTR-D
BTR-D là một loại xe bọc thép chở quân đổ bộ đường không bánh xích đa năng của Liên Xô, đưa vào trang bị năm 1974 và phương Tây nhìn thấy nó lần đầu vào năm 1979 trong Chiến tranh Xô viết ở Afghanistan. BTR-D là từ viết tắt của Bronetransportyor Desanta (БТР, Бронетранспортер Десанта, nghĩa là "xe bọc thép chở quân dùng cho đổ bộ đường không"). Nó dựa trên xe chiến đấu bộ binh đổ bộ đường không BMD-1. Tên định danh NATO là BMD M1979.

## Phát triển
Năm 1969 xe chiến đấu bộ binh đổ bộ đường không BMD-1 được đưa vào trang bị cho Lục quân Liên Xô. Xe có nhiều nhược điểm, nhưng lớn nhất là khoang chở quân quá chật hẹp và chỉ có thể chở được 4 lính; nhưng thực tế chỉ chở được 3 lính. Do đó đầu thập niên 1970, phòng thiết kế của Nhà máy máy kéo Volgograd từng thiết kế ra BMD-1 bắt tay vào thiết kế một xe bọc thép chở quân dựa vào xe BMD-1. Mẫu thử hoàn thành vào năm 1974 và cùng năm nó vượt qua được các cuộc thử nghiệm và đưa vào sản xuất, trang bị cho Lực quân Liên Xô với tên gọi BTR-D.

## Quốc gia sử dụng
- Belarus – 117 xe vào năm 1995, 22 xe vào năm 2000, 2003 và 2005.[15]
- Cameroon- khoảng 92 xe vào năm 2012.
- Moldova – 44 xe BMD-1, BMD-1P và BTR-D.
- Nga – khoảng 514 xe.[5]
- Ukraina – 40 xe vào năm 1995, 42 xe vào năm 2000 và 44 xe vào năm 2005.[16]
- Uzbekistan – 70 xe vào năm 1995, 50 xe vào năm 2000 và 2005.[17]

### Từng sử dụng
- Liên Xô